# Old Man Fiddle
Chansons représentant la Finlande au Concours Eurovision de la chanson
Keep Me Warm
(1974) Pump-Pump
(1976)
Old Man Fiddle (en français Le Violon du vieil homme) est la chanson représentant la Finlande au Concours Eurovision de la chanson 1975. Elle est interprétée par le groupe Pihasoittajat.

## Eurovision
La chanson remporte le concours de sélection qui comprenait quatre demi-finales de quatre chansons chacune dont deux sont retenues par des professionnels pour une finale. La chanson gagnante Viulu-ukko est interprétée en finnois, mais elle sera traduite en anglais pour le concours international de la chanson.
La chanson est la quinzième de la soirée, suivant Une chanson c'est une lettre interprétée par Sophie pour Monaco et précédant Madrugada interprétée par Duarte Mendes pour le Portugal.
À la fin des votes, la chanson obtient 74 points et finit septième des dix-neuf participants.

### Points attribués à la Finlande
| 12 points               | 10 points     | 8 points          | 7 points | 6 points     |
| ----------------------- | ------------- | ----------------- | -------- | ------------ |
| - Allemagne - Suisse    | - Norvège     | - Israël - Monaco |          | - Luxembourg |
| 5 points                | 4 points      | 3 points          | 2 points | 1 point      |
| - Irlande - Yougoslavie | - Royaume-Uni | - Suède           |          | - Espagne    |